# Cyathea indrapurae
Cyathea indrapurae là một loài thực vật có mạch trong họ Cyatheaceae. Loài này được (Alderw.) Alderw. mô tả khoa học đầu tiên năm 1918.